# Бојиште (Демир Хисар)
Бојиште (мкд. Боиште) је насеље у Северној Македонији, у југозападном делу државе. Бојиште припада општини Демир Хисар.

## Географија
Насеље Бојиште је смештено у југозападном делу Северне Македоније. Од најближег већег града, Битоља, насеље је удаљено 50 km северозападно.
Бојиште се налази у западном, вишем делу области Демир Хисар. Насеље је положено у изворишном делу тока Црне реке, на источним падинама Плакенске планине. Надморска висина насеља је приближно 930 метара.
Клима у насељу је планинска због знатне надморске висине.

## Становништво
По попису становништва из 2002. године Бојиште је имало 7 становника.
Претежно становништво у насељу су етнички Македонци (100%).
Већинска вероисповест у насељу је православље.